# Tomás Morales Pérez
Tomás Morales Pérez (30 octobre 1908 - 1er octobre 1994), est un prêtre catholique vénézuélien, jésuite, connu pour son apostolat auprès des laïcs et des jeunes, pour qui il fonda de nombreux mouvements, dont les plus connus sont les Cruzados de Santa Maria. La cause pour sa béatification est en cours. À ce jour, l'Église catholique lui a décerné le titre de vénérable.

## Biographie
Après avoir réalisé ses études au collège jésuite de Madrid, il obtiendra un doctorat en théologie à l'université de Bologne. Ayant intégré la Compagnie de Jésus en Belgique, il est ordonné prêtre le 13 mai 1942. Rapidement, le Père Morales porte une attention particulière sur la mission des laïcs dans l'Église, devançant par là les orientations qui seront prises au Concile Vatican II. Pour ce faire, il créera de nombreux mouvements pour qu'ils jouent un rôle missionnaire et ecclésiale. Le plus connu d'entre eux est les Cruzados de Santa Maria (Croisés de Sainte Marie en français). Il donnera aussi naissance à un mouvement pour les jeunes, la Milice de Sainte Marie, un autre pour les familles catholiques et mènera aussi des œuvres sociales. Recherché pour ses conseils et ses prières, il écrivit de nombreux articles et organisa aussi plus de 500 retraites d'exercices spirituels.

## Béatification
Le 9 novembre 2017, le pape François reconnaît l'héroïcité des vertus du P. Morales, lui attribuant ainsi le titre de vénérable, qui est la première étape avant la béatification. 